# Транзитний стік
Транзи́тний стік (або притік) — частина загального річкового стоку певної території (країни, області, району), яка формується за її межами. 
Зазвичай більша частина стоку в місцевостях, які розташовані вздовж нижньої течії великих річок, є транзитною. Загальний стік в Україні у пересічний за водністю рік становить 87,7 км³ (без урахування Дунаю), з них 52,4 км³ становить місцевий стік і 35,3 км² — транзитний. 